# A tolerancia nemzetközi napja
A tolerancia nemzetközi napja (angolul: International Day for Tolerance) egy nemzetközileg megtartott ünnepnap, amelyet az Egyesült Nemzetek Nevelésügyi, Tudományos és Kulturális Szervezete (röviden UNESCO) kezdeményezésére ünnepelnek 1996 óta minden évben. Az ünnep napja november 16-án van. Az esemény legfontosabb célja a figyelem felhívása az intolerancia veszélyeire.

## Története
Az 1993. évi 48/126-os számú határozattal az UNESCO kezdeményezésének köszönhetően az Egyesült Nemzetek Szervezete Közgyűlése (angolul: United Nations General Assembly) kihirdette, hogy az 1995-ös évet a tolerancia nemzetközi évének nyilvánították. A Declaration of Principles and Follow-up Plan of Action for the United Nations Year for Tolerance címet viselő okirata alapján ebből az alkalomból 1995-ben nagyszabású nemzetközi kampányt szerveztek a tolerancia és az erőszakmentesség jegyében.
Ebből az eseményből kiindulva az 1996. december 12-i 51/95-ös számú határozatának értelmében az ENSZ Közgyűlése hivatalosan is felszólította a szervezet tagállamait, hogy minden év november 16-án ünnepeljék meg a tolerancia nemzetközi napját. A határozattal a közgyűlés egyben arra is felkérte a tagállamokat, hogy az oktatási intézmények és a szélesebb nyilvánosság számára egyaránt tartsanak tevékenységeket ezen a napon.